# Echinodorus decumbens
Echinodorus decumbens är en svaltingväxtart som beskrevs av Kasselm. Echinodorus decumbens ingår i släktet Echinodorus och familjen svaltingväxter. Inga underarter finns listade.